# Coupe du monde de saut à ski 1994-1995
Navigation
Édition précédente Édition suivante
L'édition 1994/1995 de la coupe du monde de saut à ski est une compétition sportive internationale rassemblant les meilleurs athlètes mondiaux pratiquant le saut à ski. Elle s'est déroulée entre le 10 décembre 1994 et le 26 février 1995 et a été remportée par l'Autrichien Andreas Goldberger suivi de l'Italien  Roberto Cecon et du Finlandais Janne Ahonen.

## Classement général
| Rang | Nom                | Pays      | Points |
| ---- | ------------------ | --------- | ------ |
| 1    | Andreas Goldberger | Autriche  | 1571   |
| 2    | Roberto Cecon      | Italie    | 935    |
| 3    | Janne Ahonen       | Finlande  | 869    |
| 4    | Kazuyoshi Funaki   | Japon     | 843    |
| 5    | Takanobu Okabe     | Japon     | 821    |
| 6    | Jens Weissflog     | Allemagne | 683    |
| 7    | Jani Soininen      | Finlande  | 606    |
| 8    | Ari-Pekka Nikkola  | Finlande  | 572    |
| 9    | Mika Laitinen      | Finlande  | 564    |
| 10   | Lasse Ottesen      | Norvège   | 472    |

## Résultats
| Date             | Lieu                   | Vainqueur                                                                   | Deuxième                                                                                       | Troisième                                                                    |
| ---------------- | ---------------------- | --------------------------------------------------------------------------- | ---------------------------------------------------------------------------------------------- | ---------------------------------------------------------------------------- |
| 10 décembre 1994 | Planica                | Kazuyoshi Funaki                                                            | Andreas Goldberger                                                                             | Janne Ahonen                                                                 |
| 11 décembre 1994 | Planica                | Andreas Goldberger                                                          | Mika Laitinen                                                                                  | Lasse Ottesen                                                                |
| 30 décembre 1994 | Oberstdorf             | Reinhard Schwarzenberger                                                    | Andreas Goldberger                                                                             | Jens Weißflog                                                                |
| 1er janvier 1995 | Garmisch-Partenkirchen | Janne Ahonen                                                                | Andreas Goldberger                                                                             | Jani Soininen                                                                |
| 4 janvier 1995   | Innsbruck              | Kazuyoshi Funaki                                                            | Andreas Goldberger                                                                             | Mika Laitinen                                                                |
| 6 janvier 1995   | Bischofshofen          | Andreas Goldberger                                                          | Roberto Cecon                                                                                  | Dieter Thoma                                                                 |
| 8 janvier 1995   | Willingen              | Andreas Goldberger                                                          | Kazuyoshi Funaki                                                                               | Dieter Thoma                                                                 |
| 14 janvier 1995  | Engelberg              | Roberto Cecon                                                               | Janne Ahonen                                                                                   | Jani Soininen                                                                |
| 15 janvier 1995  | Engelberg              | Roberto Cecon                                                               | Andreas Goldberger                                                                             | Janne Ahonen                                                                 |
| 21 janvier 1995  | Sapporo                | Andreas Goldberger                                                          | Janne Ahonen                                                                                   | Takanobu Okabe                                                               |
| 22 janvier 1995  | Sapporo                | Nicolas Dessum                                                              | Takanobu Okabe                                                                                 | Janne Ahonen                                                                 |
| 27 janvier 1995  | Lahti                  | Andreas Goldberger                                                          | Jens Weißflog                                                                                  | Jani Soininen                                                                |
| 28 janvier 1995  | Lahti                  | Finlande - Mika Laitinen - Ari-Pekka Nikkola - Jani Soininen - Janne Ahonen | Autriche - Andreas Widhoelzl - Reinhard Schwarzenberger - Christian Moser - Andreas Goldberger | Japon - Naoki Yasuzaki - Jinya Nishikata - Kazuyoshi Funaki - Takanobu Okabe |
| 29 janvier 1995  | Lahti                  | Jens Weißflog                                                               | Jakub Suchacek                                                                                 | Kazuyoshi Funaki                                                             |
| 1er février 1995 | Kuopio                 | Toni Nieminen                                                               | Reinhard Schwarzenberger                                                                       | Jens Weißflog                                                                |
| 4 février 1995   | Falun                  | Roberto Cecon                                                               | Takanobu Okabe                                                                                 | Jens Weißflog                                                                |
| 5 février 1995   | Falun                  | Espen Bredesen                                                              | Jani Soininen                                                                                  | Kazuyoshi Funaki                                                             |
| 8 février 1995   | Lillehammer            | Andreas Goldberger                                                          | Takanobu Okabe                                                                                 | Roberto Cecon                                                                |
| 12 février 1995  | Oslo                   | Andreas Goldberger                                                          | Takanobu Okabe                                                                                 | Jens Weißflog                                                                |
| 18 février 1995  | Vikersund              | Andreas Goldberger                                                          | Takanobu Okabe                                                                                 | Lasse Ottesen                                                                |
| 19 février 1995  | Vikersund              | Andreas Goldberger                                                          | Takanobu Okabe                                                                                 | Roberto Cecon                                                                |
| 25 février 1995  | Oberstdorf             | Andreas Goldberger                                                          | Roberto Cecon                                                                                  | Jens Weißflog                                                                |

## Liens & Source
Résultats Officiels FIS